# 3392 Setouchi
A 3392 Setouchi (ideiglenes jelöléssel 1979 YB) egy marsközeli kisbolygó. Hiroki Kosai, G. Sasaki fedezte fel 1979. december 17-én.